# 4our Clicks
4our Clicks is het tweede studioalbum van de Nederlandse band Nasmak. Het album verscheen in 1982. De band bestond op dat moment uit vier leden sinds het vertrek van Truus de Groot in 1980.

## Muziek
De muziek op het album is tegendraadse dansmuziek, gedragen door de ritmesectie van bas en drums: sterk variërende, hectische ritmes, staccato-vocalen met dadaïstische teksten, aangevuld met sferische synthesizer- en gitaarklanken, zonder akkoordenwisselingen. Rob van Middendorp, een student grafisch ontwerp aan de Rietveld Academie, ontwierp de gestanste (de donkerblauwe binnenhoes is zichtbaar) en gebosseleerde hoes van 4our Clicks.

## Recensies
In november 2023 schreef muziektijdschrift OOR over het album: "(Je staat) als luisteraar vrijwel voortdurend op het verkeerde been. (..) En tóch swingt, duwt en trekt het als een malle, op een manier die zich niet zomaar laat definiëren."
De plaat werd in 1982 door OOR uitgeroepen tot "misschien wel de beste plaat ooit door een Nederlandse groep gemaakt". In 2000 stond het album op de 8e plaats in de OOR -poll "Beste Nederlandse albums van de 20e eeuw". In 2024 werd het album op nummer 32 opgenomen in "de 100 beste postpunkalbums ooit gemaakt" van OOR.
De band was niet geheel tevreden met de mix van de LP en daarom kwam er een remix uit op CD in 1988 op Eksakt Records. Door het verlies van een aanzienlijk deel van de originele opnamen is de remix meer een nieuwe versie met drie extra nummers. De cd is niet verkocht vanwege het faillissement van Eksakt, er zijn dus maar enkele exemplaren in omloop. Een heruitgave van het originele album op vinyl album verscheen in 2023,  geremasterd op het sublabel RE: van Excelsior Recordings.

## Bandleden
- Theo Van Eenbergen (bas, zang)
- Toon Bressers (drums, zang)
- Joop Van Brakel (gitaar, zang, viool)
- Henk Janssen (synthesizer, gitaar, zang)

## Nummers
Alle muziek en teksten zijn geschreven door Nasmak met uitzondering van nr. 11: +Roland Smits. 
| 1.                 | Pilot In Charge              | 2:49 |
| 2.                 | Waiting Room                 | 4:30 |
| 3.                 | I Hope I Am Gonna Rain Today | 4:03 |
| 4.                 | Nothing But The Lyrics       | 3:29 |
| 5.                 | Sade M De                    | 3:21 |
| 6.                 | Origins And Whereabouts      | 2:06 |
| 7.                 | No Touch And Go              | 4:35 |
| 8.                 | Take A Look                  | 2:47 |
| 9.                 | Not Your Living Doll         | 3:12 |
| 10.                | Nosedive                     | 4:08 |
| 11.                | 4our Clicks                  | 0:17 |
| Totale duur: 33,57 |                              |      |